# Sciron (geslacht)
Sciron is een geslacht van insecten uit de orde vliesvleugeligen (Hymenoptera) en de familie Ichneumonidae.

## Soorten
- S. enolae Berry, 1990
- S. fundator Fitton, 1984
- S. glaber Berry, 1990